# Huug de Groot
Henri Franciscus "Huug" de Groot (Rotterdam, 7 de maig de 1890 – Scheveningen, 18 d'abril de 1957) va ser un futbolista neerlandès que va competir a començament del segle xx. Jugà com a davanter i en el seu palmarès destaca la medalla de bronze en la competició de futbol dels Jocs Olímpics d'Estocolm, el 1912.
Entre 1909 i 1915 jugà al Sparta de Rotterdam. A la selecció nacional jugà un total de 9 partits, en què marcà sis gols. Debutà contra Bèlgica el març de 1912 i disputà el seu darrer partit contra Dinamarca el maig de 1914. En aquests nou partits destaquen els dos gols que va marcar contra Anglaterra el 1913, que van servir per derrotar-los per primera vegada.